# Свято Перуна
Свято Перуна — старослов'янське свято, присвячене одному з головних слов'янських божеств, Перунові. Відзначається щороку 20 липня, пов'язане з молитвами про закінчення сезону дощів і спуском вод під землю, щоб забезпечити дозрівання збіжжя. В християнські часи свято Перуна злилося зі святом святого Іллі, що перейняв у народній традицій функції Перуна.

## Символізм свята
В народних віруваннях Ілля, продовжуючи вірування про Перуна, править грозовими хмарами, забезпечує родючість полів, а блискавками проганяє демонів і богохульників. Обряди, пов'язані з Перуном, відтворюють міф, за яким Перун перемагає змія (за поширеними трактуваннями бога Велеса в подобі змія), що викрав хмари й наречену Перуна, після чого на землю проливається дощ. Звідси ритуали викликання дощу шляхом обливання жінки водою.
Свято Перуна в християнські часи збігається зі святом святого Іллі. Бог Перун у православ'ї був заступлений Іллею Громовержцем, що теж підкорив собі грім і блискавку (дні цих свят збігалися — 20 липня за старим стилем), 2 серпня — за новим стилем. Згідно з Біблією, Ілля, котрий жив за 900 років до народження Христа, тісно пов'язаний з дощем і блискавкою. Він завершив трирічну посуху, довівши жерцям бога Ваала, що їхній бог безсилий. Для цього Ілля молився юдейському Богові про запалення жертовника, який зумисне полив водою. На жертовник зійшов вогонь, цілком спаливши його.

## Обрядовість
Святу Перуна, за сучасним реконструкціями, передувало обрання жертв для бога-громовержця, що відбувалося 12 липня. Саме свято припадає на 20 липня, хоча в давнину імовірно святкувалося строго в четвер і не було прив'язане до числа. Можливо, це пов'язано з п'ятиденним тижнем давніх слов'ян, таким чином свято Перуна припадало на останній робочий день. В полабських слов'ян сама назва четверка (peräunedån) походить від імені Перуна. Можливо, вшанування Перуна відбувалося щотижня.
Складовими вшанування Перуна були прибирання та вмивання (звідки чистий четвер), добування «живого» вогню тертям дерева об дерево, принесення Перуну в жертву бика, козла, півня тощо.
В болгарських селах відомий обряд викликання дощу, за якого діти виконували танок, обираючи дівчину дошлюбного віку (бажано останню дитину жінки перед втратою здатності вагітніти). Танцюючи, вони проходили через усе село, в той час як старі жінки обливають її водою. Під час ритуалу дівчина мала бути голою, за винятком прикрас із трави і квітів. У Далмації був подібний обряд, але учасники тримали в руках добові гілки. У Болгарії та Македонії обрану для обряду дівчину в піснях називають Перепуною, Пеперуною тощо. В болгарів вона відома як Додоля, Дудуля, Дідюля, в сербів Додоля. В болгарів також існував обряд, у якому розігрувалося полювання на змію з метою викликати дощ. Для цього учасники зав'язували очі й голими виконували танок, ставши в коло. Потім вирушали на пошуки змія, котрого проганяли криками, після чого сходилися назад у коло.
Під час святкувань на честь Перуна рідновірами організовуються змагання з бою та перетягувань каната.